# Időgazdálkodás
Az időgazdálkodás vagy időmenedzsment azon módszerek összefoglaló megnevezése, amelyek segítségével eldönthető, hogyan használható ki a rendelkezésre álló időkeret a legnagyobb hatékonysággal a kívánt célok elérése érdekében.

## Fontossága
Az időmenedzsment fontosságát a módszerek megszületéséhez vezető pszichológiai hatás adja: az egyre növekvő információ-mennyiség miatt az embereken eluralkodhat az érzés, hogy kifutnak az időből vagy lemaradnak számukra fontos eseményekről. A hétköznapi társalgás során a legtöbben úgy fogalmazzák meg a jelenséget, hogy “elrohan mellettük a világ”. Az időmenedzsment módszereit ennek a hatásnak a kiküszöbölése hívta életre. 
A Forbes magazin kutatásai nyomán minden egyes nap 2,5 quintillió byte adat született minden egyes nap (ez 10^30 byte adatot jelent minden egyes nap). Hogyan kell ezt elképzelni?
- 40.000 Google-keresés másodpercenként
- az összes keresőmotor tevékenységét figyelembe véve 5 milliárd keresés naponta
- több, mint 300 millió új fotó kerül feltöltésre naponta
- több, mint 5 új Facebook-profilt regisztrációja másodpercenként
- másfél milliárd ember aktív a Facebookon naponta

Mindez azt jelenti, hogy a legújabb generációknak több adatot kell feldolgozniuk ugyanannyi idő alatt, mint a korábbi generációknak. Az Y és Z generáció tagjai 72 óra alatt találkoznak ugyanakkora adatmennyiséggel, mint a baby boomer vagy a veterán generáció tagjai. Az időmenedzsment, vagyis az idő hatékony beosztására szolgáló módszerek segítenek megtalálni a fókuszt és tudatosítani, hogy mikor mire és mennyi ideig fordítják az emberek a figyelmüket.

## Az idővel való hatékony gazdálkodás nehezen kivitelezhetősége
Az emberek többsége mindenáron az idejét akarja beosztani, holott nem a kevés idő a probléma. Az ember hajlamos azt rajta kívülálló kifogásként alkalmazni.
Az emberek többsége az idősávra koncentrál az eredmények helyett, holott ha szigorúan kiszabásra kerül az egyes feladatokra fordítandó idő, akkor megjelenik a teljesítménykényszer generálta rossz érzés és a sürgető igény, hogy a valóban fontos feladatok is gyorsan készen legyenek.
Az emberek többsége azt gondolja, hogy több feladat elvégzése jobb eredményeket fog hozni, a mennyiséggel kapcsolják össze önmaguk effektivitását a minőség helyett.
Az emberek többsége hajlamos túlzottan ragaszkodni az eredeti tervéhez, holott az előre eltervezett ütemezés hosszú hetekig vagy hónapokig tartó projektek esetében kizárja a hirtelen felbukkanó problémákra vagy a váratlanul megváltozott körülményekre való hatékony reakció lehetőségét.
Az emberek többsége képtelen betartani a határidőket, akár magának szabja őket, akár külső körülményekből adódnak.
Az emberek többsége nem képes hatékonyan irányítani a fókuszát, ami kiégéshez, a túlterheltség érzéséhez vagy tehetetlenséghez vezethet.